# Universidade de Gulu
A Universidade de Gulu (Gulu University  - GU) é uma universidade pública de Uganda, localizada na cidade de Gulu, no distrito de Gulu. Foi fundada em 2001 por ato do Parlamento de Uganda. A universidade admitiu seus primeiros alunos e começou a funcionar efetivamente em setembro de 2002.
Em setembro de 2013, a universidade tinha três campii:
- O campus principal fica a aproximadamente cinco quilômetros, por rodovia, do centro do distrito comercial de Gulu, a maior cidade da Região Norte de Uganda.
- O segundo campus, conhecido como Gulu University Constituent College Lira (GUCCL), está localizado na cidade de Lira, a aproximadamente 108 quilômetros (67 mi), por rodovia, de Gulu.[2] Começou a funcionar em 2012.[3]
- O terceiro campus está localizado na cidade de Kitgum, a aproximadamente 105 quilômetros (65 mi), por rodovia, de Gulu,[4] próximo à fronteira internacional com a República do Sudão do Sul, e começou a funcionar em 2011.[5]

A Universiddade de Gulu apresenta uma variada gama de opções de cursos, tais como agricultura, medicina, administração de empresas e resolução de conflitos.